# Тенута (Латина)
Тенута је насеље у Италији у округу Латина, региону Лацио.
Према процени из 2011. у насељу је живело 18 становника. Насеље се налази на надморској висини од 67 м.